# Апостольская администратура
Апостольская администратура — в Католической церкви определенная часть народа Божия, которая ввиду особых и крайне веских причин не может быть учреждена Папой в качестве диоцеза (епархии). Такие причины, связанные с невозможностью полноценного функционирования диоцеза и управления им, могут быть связаны с внутрицерковной дисциплиной, территориальными претензиями государств друг к другу, сложности в отношениях между Церковью и государством, особенностями межконфессиональных отношений и др. 
Апостольская администратура может быть учреждена временно или постоянно, на определенной территории (предпочтительно) или по особому персональному признаку. Если апостольская администратура учреждается постоянным образом, она является разновидностью отдельной Церкви, однако (в отличие от территориальной прелатуры и территориального аббатства) не приравнивается к диоцезу. 
Пастырское попечение об апостольской администратуре поручается апостольскому администратору, управляющему ею от имени Папы. Апостольский администратор является ординарием и в каноническом праве приравнивается к диоцезному епископу, однако таковым не является, поэтому возглавляющие апостольские администратуры епископы являются титулярными (а не диоцезными). 
По данным на 2024 год в Католической церкви существуют 8 апостольских администратур, из них 5 — латинского обряда и 3 — византийского, также существует 1 персональная апостольская администратура — персональная администратура католиков-традиционалистов.

## Апостольские администратуры
- Апостольская администратура Атырау (Казахстан);
- Апостольская администратура Кавказа (Грузия и Армения);
- Апостольская администратура Кыргызстана (Кыргызстан);
- Апостольская администратура Узбекистана (Узбекистан)
- Апостольская администратура Харбина (Китай);
- Апостольская администратура Южной Албании — администратура византийского обряда, относящаяся к Албанской католической церкви;
- Апостольская администратура для католиков византийского обряда в Казахстане и Центральной Азии;
- Апостольская администратура для верующих византийского обряда в Беларуси (Беларусь).

### Персональная апостольская администратура
- Персональная апостольская администратура Святого Жана Мари Вианнея — администратура без территориальных границ, сформирована папой Иоанном Павлом II в 2002 году для группы бразильских традиционалистов, состоявших в Священническом братстве св. Пия Х и восстановивших общение со Святым Престолом.